# Епархия Маймансингха
Епархия Маймансингха (лат. Dioecesis Mymensinghensis) — епархия Римско-католической церкви c центром в городе Маймансингх, Бангладеш. Епархия Маймансингха входит в митрополию Дакки. Кафедральным собором епархии Маймансингха является собор святого Патрика.

## История
15 мая 1987 года Римский папа Иоанн Павел II выпустил буллу Ex quo superno, которой учредил епархию Маймансингха, выделив её из архиепархии Дакки.

## Ординарии епархии
- епископ Francis Anthony Gomes (15.05.1987 — 15.07.2006);
- епископ Paul Ponen Kubi (15.07.2006 — по настоящее время).

## Источник
- Annuario Pontificio, Ватикан, 2007
- Булла Ex quo superno  (лат.)